# ماينكرافت
ماينكرافت (بالإنجليزية: Minecraft) هي لعبة مستقلة بدأ تطويرها في 2009 بلغة الجافا المطور السويدي ماركوس بيرسون الذي أصبح يلقب باسم نوتش "Notch" وأنشأ لاحقًا شركته الخاصة بتطوير وبرمجة الألعاب والتي أطلق عليها موجانغ (Mojang) والتي استحوَذت عليها مايكروسوفت عام 2014. حازت اللعبة على إعجاب الكثير من الناس من جميع أنحاء العالم. اشتهرت اللعبة لعدة أسباب كتوفر العديد من المزايا المختلفة كالبناء واللعب الجماعي ومواجهة الوحوش والاستكشاف.

## تقييم اللعبة
| النتائج الإجمالية | النتائج الإجمالية                                         |
| المقيم            | النتيجة أو التقييم                                        |
| ----------------- | --------------------------------------------------------- |
| غيم رانكينغز      | 92,79% (PC) 83,63% (إكس بوكس 360) 56.00% (Pocket Edition) |
| ميتاكريتيك        | 93/100 (PC) 82/100 (إكس بوكس 360) 53/100 (Pocket Edition) |
| مراجعة النتائج    |                                                           |
| الناشر            | النتيجة أو التقييم                                        |
| 1أب.كوم           | A + (PC)                                                  |
| Edge (rivista)    | 9/10 (PC)                                                 |
| يورو غيمر         | 10/10 (PC) 9/10 (إكس بوكس 360)                            |
| غيم إنفورمر       | 9.25/10 (PC) 8.75/10 (إكس بوكس 360)                       |
| غيم سبوت          | 8.5/10 (PC) 7.0/10 (إكس بوكس 360)                         |
| غيم سباي          | 5 stelle su 5 (PC)                                        |
| IGN               | 9.0/10 (PC) 8.5/10 (إكس بوكس 360)                         |

## شرح عن اللعبة
هي لعبة ثلاثية الأبعاد لا يهدف أن يحدد للفوز لاعبين. مما يمنح للاعبين الحرية في اختيار كيفية لعب اللعبة ومع ذلك، هناك نظام الإنجازات تكون طريقة اللعب في منظور الشخص الأول بشكل افتراضي، لكن اللاعبين لديهم خيار منظور الشخص الثالث. يتكون عالم اللعبة من كائنات ثلاثية الأبعاد تقريبية - بشكل أساسي المكعبات والسوائل، ويطلق عليها عادة «الكتل» والتي تمثل مواد متنوعة، مثل التراب والحجر والخامات وجذوع الشجر والمياه والحمم البركانية والمعادن كالحديد والفحم والألماس والذهب وللسوائلها كالمياه و حمم بركانية. تدور طريقة اللعب الأساسية حول التقاط أو أخذ و قطف هذه الأشياء ووضعها. يتم ترتيب هذه الكتل في شبكة مربعة على مستوى ترتيب مربعات بيكسل ثلاثية الأبعاد، بينما يمكن للاعبين التنقل بحرية في جميع أنحاء العالم في اللعبة. يمكن للاعبين «التعدين و تكسير» الكتل ثم وضعها في مكان آخر، مما يمكنهم من بناء الأشياءهم. إن عالم اللعبة لا نهائي لا حدود لها ويتم إنشاؤه من الناحية الإجرائية عندما يستكشف اللاعبون ذلك، وذلك باستخدام خريطة أولية تم الحصول عليها من ساعة النظام وقت إنشاء العالم (أو تم تحديدها يدويًا بواسطة اللاعب). هناك حدود للحركة الرأسية، لكن تسمح ماينكرافت بإنشاء عالم ألعاب كبير بلا حدود على المستوى الأفقي. نظرًا لوجود مشكلات فنية عند الوصول إلى مواقع بعيدة للغاية، ومع ذلك، هناك حاجز يمنع اللاعبين من التنقل إلى مواقع تتجاوز 30000 كتلة. تحقق اللعبة ذلك عن طريق تقسيم بيانات العالم إلى أقسام أصغر تسمى «مقاطع» يتم إنشاؤها أو تحميلها فقط عندما يكون اللاعبون في مكان قريب. ينقسم العالم إلى مناطق حيوية تتراوح من الصحاري إلى الأدغال إلى حقول ثلج؛ والتضاريس ويشمل السهول والجبال والغابات والكهوف، ومختلف الهيئات الحمم / المياه.يتبع نظام اللعبة التوقيت أفتراضية داخل اللعبة دورة الليل و النهار، قد تستغرق دورة كاملة 20 دقيقة في الأوقات الفعلي أثناء اللعب.

## نبذة عن اللعبة
ماينكرافت هي لعبة فيديو مستقلة تركز على إبداع اللاعبين وتسمح لهم ببناء أبنية متنوعة باستخدام كتل برسومات وألوان مختلفة في عالم ثلاثية الأبعاد. تتوفر اللعبة في نسختها الأخيرة على عدة أوضاع للعب:
1. وضع البقاء على قيد الحياة (Survival) في هذا الوضع يجب عليك جمع الموارد الطبيعية مثل الخشب والحجر وتراب ورمل وغيرها الموجود في البيئة من أجل صنع مواد معينة للبناءه،و في دورة الليلية تأتي الوحوش يستطيعون قتل عليك ويمكن بناء ملجأ للبقاء بعيداً عن وحوش والنوم فيه طوال الليل. يحتوي الوضع أيضًا على شريط حياة ينقص في حال تعرضت الوحوش للقتل أو غرقت في حمم أو مياه أو سقطت في الحمم أو مسافات بعيدة خنقت أو كان جائعاً للمدة طويلة ولم تأكل أو سقط كتلة فوق رأس وغيرها من الأحداث تسبب نقص نقاط حياة وتخسر حياته ومت. كما تمتلك أيضًا شريطًا للجوع، والذي يجب عليك إعادة تعبئته بشكل دوري من خلال تناول الطعام داخل اللعبة يجيب أن طعام محضرة أو ليس محضرة، إذا ستفقد جوعاً عند أنتهاء حياة و موته فإن زيادة حياة التلقائي سيتوقف، وفي النهاية لن تستطيع جري وستستنفد القوة إن حدث لك شيءٌ يقلل من عدد قلوبك (حياتك) مما يؤدي إلى موتك.
2. وضع الإبداع (Creative) في هذا الوضع تستطيع الوصول إلى جميع الموارد والعناصر في اللعبة من خلال المخزن، يمكنك تبديل القدرة على الطيران بحرية أو السير في جميع أنحاء العالم إن رغبت في ذلك، في هذا الوضع لا تأخذ أي ضرر ولا تتأثر بالجوع أو فقدان حياة. يساعد وضع اللعبة اللاعبين التركيز على البناء فقط.
3. الوضع المتشدد (Hardcore) هذا الوضع مخصص تحديدًا لللاعبين المحترفين حيث تزداد صعوبة اللعب بشكلٍ أكبر كحذف كل ما قمت ببنائه في العالم إذا انتهت نقاط حياتك ومت عليك قيام ببناء و صناعة و قتل وحوش بعد حذف ما قمت به في وضع.

1. وضع المغامرة (Adventure) تمت إضافة هذا الوضع إلي اللعبة في الإصدار 1.3؛ تم تصميمه خصيصًا ليتمكن اللاعبين من تجربة خرائط ومغامرات مخصصة للـCustom Maps. يشبه أسلوب اللعب طريقة وضع البقاء على قيد الحياة ولكنه يقدم قيودًا متعددة للاعب، والتي يمكن تطبيقها على عالم اللعبة من قبل مشغل الخريطة. هذا يجبر اللاعبين على الحصول على العناصر المطلوبة وتجربة المغامرات بالطريقة التي يقصد بها صانع الخرائط. إضافة آخرى مصممة للخرائط المخصصة هي كتلة الأوامر (Command Block)؛ تسمح هذه المجموعة لصانعي الخرائط بتوسيع التفاعل مع اللاعبين من خلال أوامر الخادم النصية.
2. وضع المشاهد (Spectator) يسمح وضع المشاهد للاعبين بالتحليق والدخول بين الكتل ومشاهدة طريقة اللعب دون تفاعل مباشر. في هذا الوضع، بدلاً من وجود مخزون، يملك اللاعبون القدرة على التنقل إلى لاعبين آخرين مع الأصدقاء أو التعرف على أناس (شخصيات) جدد. تستطيع أيضاً المشاهدة من منظور لاعب آخر أو مخلوق آخر «كالبقرة» أو «دجاج» أو «خنزير» إلخ. إضافة إلى هذا يمكنك العمل بالكتابة مكافئة لاضافة منظور متميز للكتل والأشياء الأخرى في اللعبة. وأيضا سيكون لك الحرية لتغيير بشرتك أو الـskins بدلا من شخصية ستيف الرئيسية القديمة نفسها.

## إحصائيات اللعبة
تعتبر اللعبة مفضلة لدى أغلب الناس من جميع أنحاء العالم لبساطتها فقد تجاوز عدد اللاعبين حتى تاريخ كتابة هذه المقالة 100,698,443 لاعب حول العالم واشتراها أكثر من 50,000,000 شخص من العالم ويلعبها 37,698,443 شخص حول العالم بنسخ مقرصنة، ووصلت عدد مشاهداتها في اليوتيوب إلى تريليون مشاهدة.

## برنامج تعديلات (مود)
مود هي برنامج حاسوبي للنظام حيث تسمح بتعديل موارد و كائنات على اللعبة يمكن تنزيله من الإنترنت وتثبيته على اللعبة، وهو المود الذي يغير عناصر اللعبة وقد يتضمن أشكالا مخصصة للصور الرمزية والموارد الإضافية وحتى السمات مثل السنة الداكنة الشهيرة والعديد من التغييرات الأخرى، لكن على اللاعبين أن يكونوا حذرين عند تنزيل مود ماينكرافت من مواقع غير موثوق منها، حيث قد تتضمن فيروسات أو برامج ضارة.

## هامش
- «1»:2009-2011
- «2»:2011-الحالي

## روابط خارجية
- ماينكرافت على موقع IMDb (الإنجليزية)
- ماينكرافت على موقع ميوزك برينز (الإنجليزية)
- الموقع الرسمي